# Colwellia ponticola
Espèce
Colwellia ponticola est une des espèces du genre de bactéries marines Colwellia. Ce sont des bacilles à Gram négatif de la famille des Colwelliaceae faisant partie du phylum des Pseudomonadota.

## Historique
La souche type de l'espèce C. ponticola, nommée OISW-25, a été isolée en mer à proximité de l'île d'Oido en République de Corée et décrite en 2019.

## Taxonomie
Le nom correct complet (avec auteur) de ce taxon est Colwellia ponticola Park et al. 2019.

### Étymologie
L'étymologie de cette espèce Colwellia ponticola est la suivante :  pon.ti’co.la L. masc. n. pontus, la mer; L. masc./fem. n. suff. -cola, habitant; de L. masc./fem. n. incola, habitant; N.L. masc./fem. n. ponticola, habitant en mer,.

### Phylogénie
Les analyses phylogéniques avec la séquence nucléotidique de l'ARNr 16S de la souche OISW-25 ont permis de classer cette bactérie parmi les espèces de Colwellia sur le même nœud que l'espèce Colwellia marinimaniae. La souche OISW-25 présente une homologie de cette séquence ARNr 16S de 97,5 %, 97,2 % et 97,1 % avec celle des souches type de C. piezophila, C. maris et C. psychrerythraea, respectivement. La séquence de l'ARNR 16S présente une homologie de 97,5 % avec celle de l'espèce C. asteriadis. Ce genre bactérien est phylogénétiquement inclus dans la classe des Pseudomonadota (ex Proteobacteria).

## Description
Colwellia ponticola est une bactérie anaérobie facultative à Gram négatif. Cette espèce est formée des bacilles positifs pour les tests catalase et oxydase.

## Habitat
La souche type de cette espèce a été isolée en mer au large de l'île d'Oido, une île localisée dans la mer jaune en Corée du Sud.